# پیتر فانسپیبراوک
پیتر فانسپیبراوک (انگلیسی: Pieter Vanspeybrouck؛ زادهٔ ۱۰ فوریهٔ ۱۹۸۷) دوچرخه‌سوار اهل بلژیک است.
از باشگاه‌هایی که در آن بازی کرده‌است می‌توان به اسپورت فلاندر-بالوزه و وانتی–گروپ گوبر اشاره کرد.